# 韋科 (內布拉斯加州)
韋科（英語：Waco）是位於美國內布拉斯加州約克縣的村。

## 人口
根據2020年美國人口普查的數據，韋科的面積為0.64平方千米，皆為陸地。當地共有人口296人，而人口密度為每平方千米463人。